# 節約

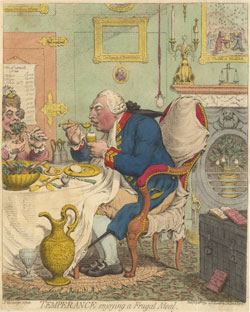
ジェームズ・ギルレーによる風刺画。ジョージ3世が継ぎ接ぎのズボンを履き、テーブルクロスをナプキンにして質素な食事を楽しむ様子が描かれている。椅子にはカバーの布がつけられ、暖炉には火の代わりに花が置かれている。

節約（せつやく）あるいは倹約（けんやく）とは、無駄遣いを極力なくすように努めること。
行動科学においては、より長期的な目標を達成するために、抑制して財を取得するその傾向および都合をつけながら既得財を利用することと定義されている。

## 概要
節約は無駄を省くために行われる。日本では家計調査、賃金#賃金に関する統計など収入、支出の統計調査が行われている。
消費を抑えることは経済面だけでなく環境面においても有意義なことで、無駄を省くことは持続可能な開発においても重要なことである。日本では、京都議定書に則り、チーム・マイナス6%を作り、炭素排出量の節約に努めるなど、節約は企業や国家でも行われる。また、企業において節約を推進することは利益を多く上げるために重要である。

## 節約の手段
- 家計簿、簿記などで収入と支出、労働、貯蓄、資本を管理し、経済状況を把握、改善していく。
- 経済学では合理的な判断をする経済人モデルを前提としているが、実際には不合理で感情の伴った判断をする経済人を研究する行動経済学の心の会計理論などを学ぶ事で無駄遣いを見直す。
- 省エネルギー製品を利用し、エネルギーペイバックタイムを経過すればそれだけ電気の節約になる。
- 家庭でできる節約として、電気をこまめに消す、待機電力を削減する、3R製品やコストパフォーマンスの良い商品を購入する、欲しい物を我慢するなども挙げられる。
- ワーク・ライフ・バランス、ダイバーシティ・マネジメント等を最適化しクオリティ・オブ・ライフを高める。
- 移動に自動車やバイクを利用せず、徒歩または自転車や公共交通機関を利用すれば交通費の節約になるだけでなく、ガソリンの消費や二酸化炭素の排出を減らし、環境保護にもつながる。
- 保険を見直す。

## 節約のマイナス面
多くの人間が家計を気にして節約に走ると、社会全体としては需要の減少となって悪影響が出る場合がある（合成の誤謬）。特にこれは景気後退の際に顕著である。現在の経済学では、不景気で税収が減っても政府は節約策を取らないのが常道である。
節約の為に割高な3R製品、省エネ家電商品の購入などの他に社会資本、文化資本、ソーシャル・キャピタルが必要なものもあり、相応のイニシャルコストがかかる。
節約術の中には根拠が無いものや合計すると支出が変わらないものもある。また、実際にはランニングコストが増加したり、故障の原因となって修理費用がかかる、寿命を縮めるなど却って支出が増えるものがある。
節約の基本は無駄遣いを無くすことであるが、無駄な支出の整理が進むと効果は頭打ちになる。また、貯蓄などは元々ある資本や収入以上には増えないため貧困、ワーキングプアの根本的な解決にならず、不当廉売やブラック企業の温床になる事もある。無理な節約による機会費用の損失や不健康、ストレスによる浪費、ポイントサービスや廉売目当てで必要以上に買う、1円でも安く購入しようと時間や労力を使うなどで負債が脹らむこともある。資本や資産はインフレリスクやデフレリスクなどのリスクや減価償却等で価値が上下するため、可処分所得を多くするためには自己投資や金融投資等をして収入や収入源を増やす必要がある。